# Nickie Nicole
Nicholas Carter (Brooklyn, New York, 8 april 1969), beter bekend onder zijn artiestennaam Nickie Nicole (voorheen Nicky Nicole), is een van oorsprong Amerikaans dragqueen; die vooral in Nederland bekendheid kreeg.
Nickie Nicole werd na haar komst in Amsterdam in 1992 ontdekt door Manfred Langer, die haar optredens gaf in zijn roemruchte discotheek iT aan de Amstelstraat. In de Reguliersdwarsstraat trad Nickie Nicole ook op in de discotheken Richter en Exit en had ze de populaire Nickie Nicole Shows in Danscafé Havana. Vervolgens trad ze jarenlang op bij talloze kleine en grote feestelijke gelegenheden, openingen, recepties e.d.
Ze werd landelijk bekend als juryvoorzitter in het door Robert ten Brink gepresenteerde programma De Travestieshow, die van 1995 t/m 1997 door Veronica werd uitgezonden. In 2000 was Nicole deelnemer aan het televisieprogramma  Big Brother VIPS.
Nickie Nicole beheerde enige jaren in Amsterdam een, inmiddels gesloten, winkel in kleding voor travestieten, onder de naam Queens & Co. Later begon ze ook met het maken van digitaal vervaardigde schilderijen, die op verschillende locaties geëxposeerd werden.
Nicole Nicole is sinds april 2022 te zien als een van de vaste juryleden in het RTL 4-programma Make Up Your Mind, dat wordt gepresenteerd door Carlo Boszhard.

## Discografie
- Funkee (Single, 1996)